# Asbjørn Kragh Andersen
Asbjørn Kragh Andersen (9 de abril de 1992) é um ciclista profissional dinamarquês que desde 2019 corre para a equipa Team DSM. É irmão do também ciclista profissional Søren.

## Palmarés
- 2013
  - 1 etapa da Corrida da Paz sub-23
  - Tour de Fyen

- 2014
  - 1 etapa da Szlakiem Grodów Piastowskich

- 2015
  - 1 etapa do Tour de Loir-et-Cher
  - Ringerike G. P.
  - 1 etapa da Flèche du Sud
  - 1 etapa da Paris-Arras Tour

- 2016
  - 1 etapa do Tour dos Fiordos

- 2018
  - Tour de Loir-et-Cher[1]